# Rue Berbisey
Pour les articles homonymes, voir Berbisey.
La rue Berbisey est une rue du centre historique de Dijon, commune du département de la Côte-d'Or, en France.

## Situation et accès
La rue Berbisey est le prolongement de la rue du Bourg vers le sud-ouest.
Elle est réputée pour ses bars et épiceries ouverts de jour comme de nuit, ce qui lui donne le surnom de rue Berb', mais aussi pour ses édifices historiques.
Voies adjacentes
En partant du nord, la rue Berbisey croise les voies suivantes :
- rue du Bourg ;
- rue Amiral-Roussin ;
- rue Charrue ;
- rue Piron ;
- rue Victor-Dumay ;
- rue Brulard ;
- rue du Chaignot ;
- rue Crébillon ;
- cour des Frères ;
- rue de la Manutention.

## Origine du nom
Elle porte le nom d'une famille de la bourgeoisie de Dijon attestée dès la fin du XIVe siècle, les Berbisey, d'abord marchands, puis magistrats municipaux et titulaires de charges de justice.

## Historique
Des tombeaux celtiques ont été trouvés sous la rue en 1820.
Chemin naturel des voyageurs franchissant le pont de l’Ouche pour se rendre au centre de la cité, cette longue voie a porté le nom de « rue dessus Suzon » au XIIIe siècle (le Suzon, dont le cours est désormais couvert dans la ville de Dijon, est un affluent de l'Ouche), « rue de la Parcheminerie » au XIVe siècle, puis « rue de la Chapelotte », en raison d’une petite chapelle situé en face de la rue Victor-Dumay et détruite durant la Révolution.
La rue est rebaptisée « rue Berbisey » courant du XIXe siècle. Au début du XXIe siècle, cette rue de Berbisey réunit en elle un ensemble d'hôtels particuliers des siècles précédents, et un quartier conservant une véritable mixité sociale.

## Bâtiments remarquables et lieux de mémoire
Elle compte en effet compte plusieurs bâtiments remarquables en début de rue, dont certains sont classés ou inscrits Monument historique. On compte parmi ceux-ci :
- no 3 : l'Hôtel de Sasseney, inscrit Monument historique[5], un hôtel parlementaire remarquable du XVe siècle[6], reconstruit au XVIIe siècle, la tour pentagonale datant de la construction antérieure du XVe siècle comme le rappelle la plaque apposée sur l’édifice ;
- nos 6, 8 : l'Hôtel de Bretagne-Blancey, inscrit Monument historique et datant du XVIIe siècle[5] ;
- no 7 : l'Hôtel de la Mare, inscrit Monument historique et datant de la fin du XVIIe siècle[7] ;
- no 19 : l'Hôtel Thomas Berbisey, classé Monument historique et datant pour partie du XVIe siècle[8] ;
- no 21 : une maison inscrite Monument historique[9] ;
- no 23 : l'Hôtel Petit de Ruffey, inscrit Monument historique, datant du XVe siècle, modifié au XVIIe siècle et XVIIIe siècle[10];
- no 25 : le Grand hôtel Berbisey, inscrit Monument historique, construit pour Jacques Berbisey au XVe siècle, modifié au XVIIIe siècle et XIXe siècle [11] ;
- no 27 : le Petit hôtel Berbisey, inscrit Monument historique et datant du XVIIe siècle, restauré au XVIIIe siècle[12] ;
- no 29 : un immeuble inscrit Monument historique[13] ;
- no 33 : l'Hôtel de Ruffey, inscrit Monument historique[14].